# Traps de Emeishan

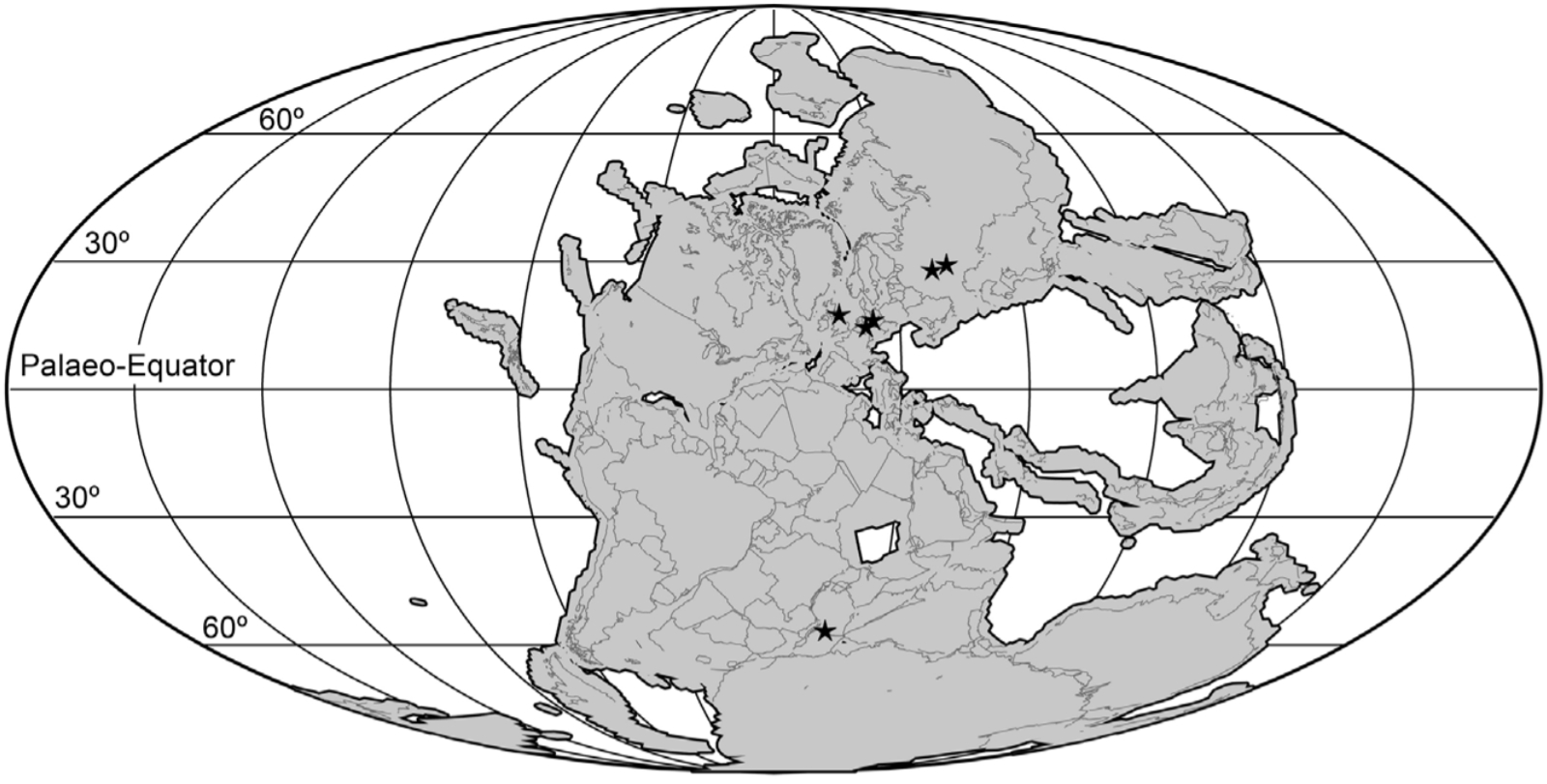
La Tierra durante el evento de las trampas de Emeishan, con la estrella negra de cinco puntas que indica la distribución de los fósiles arcosauriformes.

Los traps de Emeishan son una gran provincia ígnea de traps localizada en el suroeste de China, alrededor de la ciudad-prefectura  de Emeishan, en la provincia de Sichuan. Muchos tipos de rocas ígneas se pueden encontrar allí. También se conocen como «gran provincia ígnea permica emesihana» (Permian Emeishan Large Igneous Province) y otras variantes. Los traps son la roca escalonada formada por muchas capas de basalto, que fueron depositadas por sucesivas erupciones de magma.
Las erupciones que conducen a la formación de los traps de Emeishan comenzaron hace unos 260 millones de años, durante el Capitaniense. Los traps son mucho más pequeños que los traps siberianos, que ocurrieron no mucho después, hace unos 251 millones de años. A pesar de ello, los traps de Emeshian fueron lo suficientemente grandes como para tener un impacto en la ecología de la época y en la paleontología. Son parte de los eventos de extinción masiva hacia el final del período Pérmico.
Los traps de Emeishan son parte del debate científico sobre las causas de las extinciones masivas. La extinción final del Guadalupiense ocurrió casi al mismo tiempo que se formaron los traps de Emeishan. Esto apoya el argumento de que el vulcanismo es la principal fuerza impulsora de las extinciones masivas. Otra teoría que se ha propuesto para explicar las extinciones masivas es que los eventos de impacto de meteoritos o cometas las causaron. En ese contexto, la hipótesis es que los eventos de impacto causan erupciones de basalto de inundación, como las que generaron los traps de Emeishan. Esta hipótesis no cuenta con un amplio apoyo científico.